# Aldona Kamela-Sowińska
Aldona Maria Kamela-Sowińska (ur. 20 sierpnia 1950 w Warszawie) – polska ekonomistka, nauczyciel akademicki i polityk, profesor nauk ekonomicznych, w 2001 minister skarbu państwa.

## Życiorys
Ukończyła studia ekonomiczne na Akademii Ekonomicznej w Poznaniu (1973) oraz studia prawnicze na Uniwersytecie im. Adama Mickiewicza (1976). Uzyskiwała następnie stopnie naukowe doktora (1978) i doktora habilitowanego (1993), a w 1997 otrzymała tytuł profesora nauk ekonomicznych. W 1973 została pracownikiem naukowym Akademii Ekonomicznej w Poznaniu, przekształconej następnie w Uniwersytet Ekonomiczny w Poznaniu. Doszła do stanowiska profesora zwyczajnego tej uczelni, w 2013 objęła funkcję kierownika Katedry Rachunkowości.
W latach 90. prowadziła własną działalność gospodarczą w zakresie doradztwa, była też doradcą pełnomocnika wojewody poznańskiego. Od września 2005 do sierpnia 2010 pełniła funkcję rektora Wyższej Szkoły Handlu i Rachunkowości w Poznaniu. Została również ekspertem gospodarczym Business Centre Club.
W wyborach parlamentarnych w 1997 bezskutecznie kandydowała na posła z listy Bloku dla Polski. W 1998 objęła stanowisko podsekretarza stanu w Ministerstwie Skarbu Państwa, a w 2000 została sekretarzem stanu w tym resorcie. Od 28 lutego 2001 do 19 października 2001 sprawowała urząd ministra skarbu państwa w rządzie Jerzego Buzka. W 2001 podpisała z holenderskim konsorcjum Eureko BV aneks do umowy prywatyzacyjnej Powszechnego Zakładu Ubezpieczeń. Doprowadziła do dymisji prezesów zarządu PZU Życie S.A. Grzegorza Wieczerzaka i Totalizatora Sportowego Władysława Jamrożego.
W 2002 bez sukcesu startowała w wyborach samorządowych z własnego komitetu na stanowisko prezydenta Poznania. W czerwcu 2003 założyła partię Inicjatywa dla Polski i następnie nią kierowała. W wyborach parlamentarnych w 2005 kandydowała do Sejmu jako liderka konińskiej listy Partii Demokratycznej – demokraci.pl. Po porażce wycofała się z działalności politycznej, a w październiku zrezygnowała z kierowania IdP, która rozwiązała się w styczniu 2006.
W 2010 pojawiły się pod jej adresem zarzuty naruszania praw autorskich poprzez wykorzystywanie przez nią w swoich pracach tekstów tworzonych przez inne osoby, w tym zaczerpniętych z Wikipedii.

## Odznaczenia
W 2005 otrzymała Krzyż Kawalerski Orderu Odrodzenia Polski.